# Coopérative centrale du personnel des mines
La Coopérative centrale du personnel des mines (CCPM) est une coopérative de consommation interentreprises créée en 1947 par Auguste Lecœur et Victor Foulon, dans l'orbite du Parti communiste français.

## Historique
Elle succède au service d'approvisionnement des houillères (SAH) dissous en 1941. Créée clandestinement pendant la Seconde Guerre mondiale, ses statuts d'association sont déposés en janvier 1945, et elle devient une coopérative le 14 avril 1947. En 1955, elle devient la coopérative centrale du pays minier, s'adressant donc à un public plus large. Elle est mise en liquidation judiciaire en 1985 et cesse définitivement ses activités en 1986.
Ses débuts sont difficiles : elle est en concurrence avec de nombreuses autres coopératives de consommation plus anciennes, et refuse de se soumettre aux règles de la Fédération nationale des coopératives de consommation (FNCC) à laquelle elle n'adhère pas avant 1979. En 1955, elle fusionne avec la coopérative l'Ouvrière d'Avion, en difficultés (fondée en 1898).
Elle ouvre une soixantaine de magasins dans les années 1947-1949 et son chiffre d'affaires monte rapidement à 300 millions de francs en 1946-1947, avant de retomber à 185 millions en 1951. Ses activités incluent une librairie, la Maison du peuple, et des colonies de vacances organisées avec les HBNPC.
Elle soutient également les fêtes des organisations communistes, et les manifestations en prêtant camions et autobus. Lors de la grève des mineurs de 1948, les magasins de la coopérative acceptent les bons Lecœur, gagés sur les campagnes de soutien internationale, en guise de moyen de paiement pour les mineurs grévistes. 
Elle a cessé toute activité en février 1986.
Le fonds d'archives de la coopérative est versé aux Archives nationales en 1997.